# Jorge de la Vega Domínguez, Socoltenango
Jorge de la Vega Domínguez är en ort i Mexiko.   Den ligger i kommunen Socoltenango och delstaten Chiapas, i den sydöstra delen av landet, 800 km sydost om huvudstaden Mexico City. Jorge de la Vega Domínguez ligger 604 meter över havet och antalet invånare är 305.
Terrängen runt Jorge de la Vega Domínguez är kuperad norrut, men söderut är den platt. Runt Jorge de la Vega Domínguez är det ganska glesbefolkat, med 35 invånare per kvadratkilometer. Närmaste större samhälle är Socoltenango, 5,2 km nordost om Jorge de la Vega Domínguez. Omgivningarna runt Jorge de la Vega Domínguez är en mosaik av jordbruksmark och naturlig växtlighet.